# Tisy červené (Park Strzelce Opolskie)
Dva památné stromy tisy červené (Taxus baccata L.) se nacházejí v zámeckém parku Park w Strzelcach Opolskich (Strzelecki Park Miejski) ve městě Strzelce Opolskie v okrese Strzelce v pohoří Chełm v Opolském vojvodství v Polsku.

## Další informace
Jsou to jediné památné tisy ve městě. Po jednom tisu již zbyl jen kmen a druhý tis má poškozenou korunu. Podle údajů z roku 2015 bylo stáří posledního stromu odhadnuto na cca 180 až 300 let. Tyto památné tisy se také nacházejí také na trase naučné stezky Szlakiem Hrabiego Renarda (Cestou hraběte Renarda) v parku poblíž ruin zámku.

## Galerie

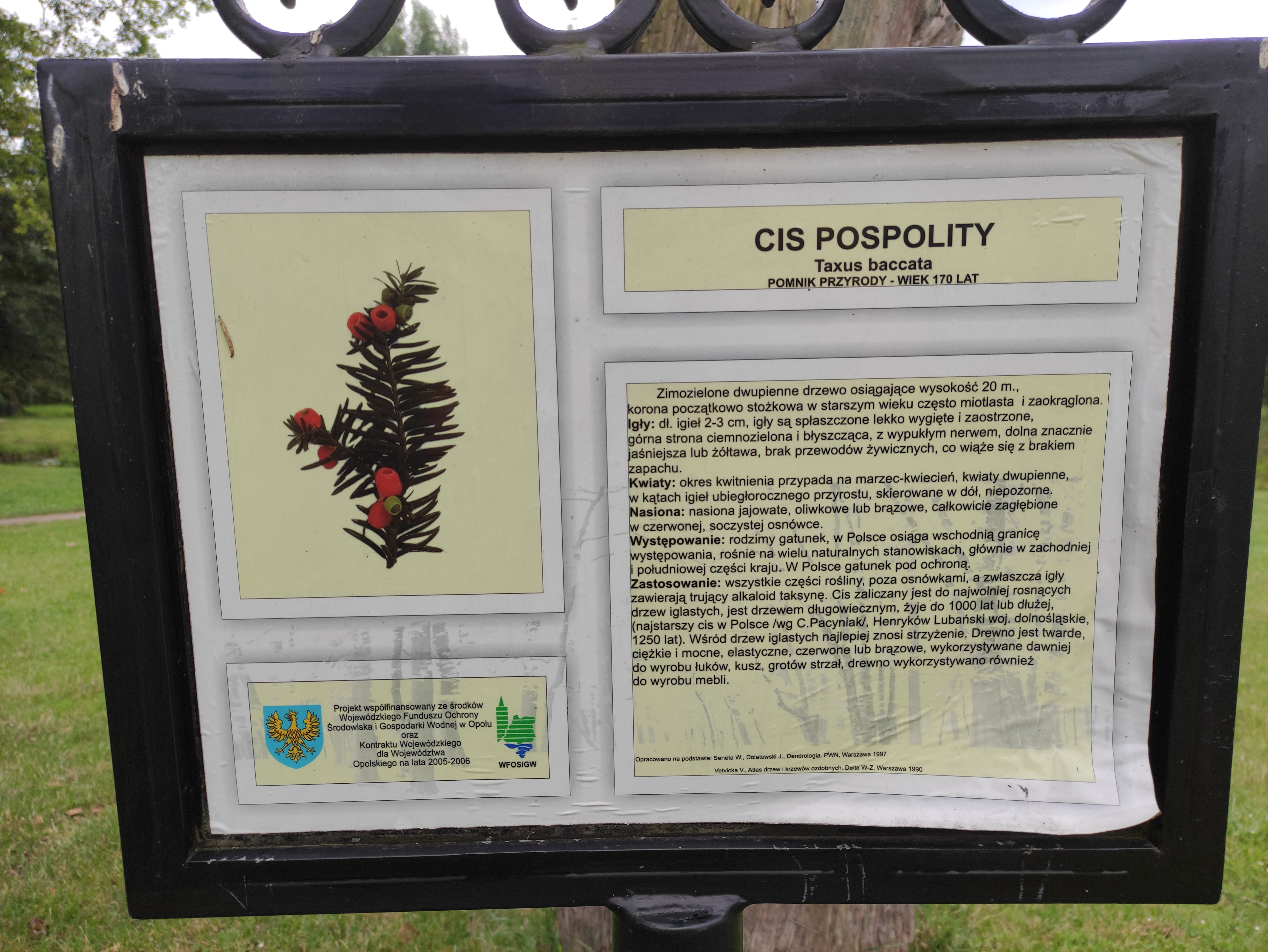
Informační panely u stromů
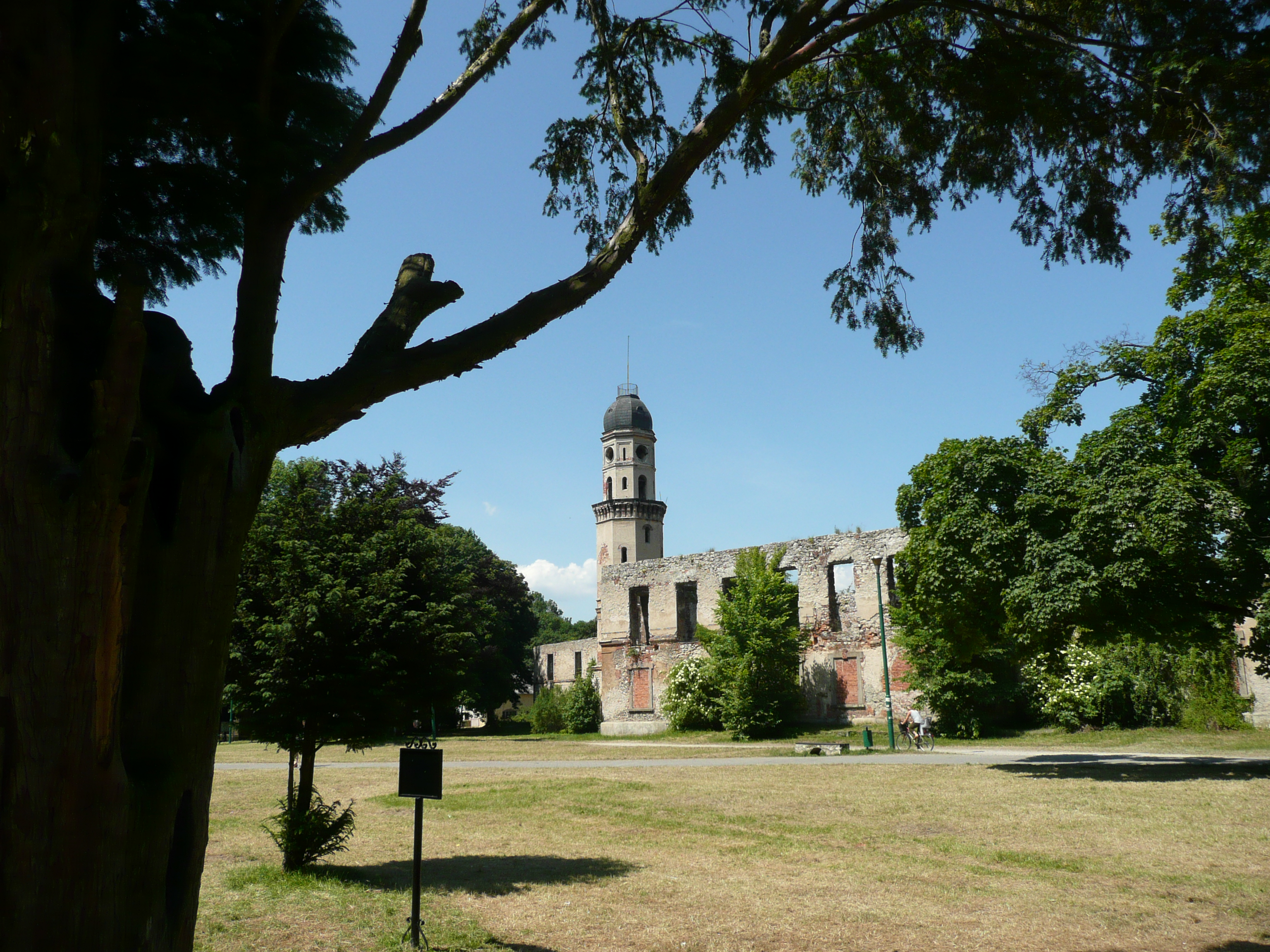
Strom s pozádím zámku